# Смарт, Родерик Ниниан
Родерик Ниниан Смарт (англ. Roderick Ninian Smart; 6 мая 1927, Кембридж, Великобритания — 29 января 2001, Ланкастер) — британский религиовед шотландского происхождения. 

## Биография
В 1945—1948 годах служил в британской разведке.
С 1948 года учился в Оксфордском университете.
С 1952 года преподавал в Уэльском университете, с 1956 года — в Лондонском университете. С 1961 года — профессор, позднее глава отделения теологии Бирмингемского университета.
В 1967 году возглавил кафедру религиоведения Ланкастерского университета.
В 1976 году принял активное участие в создании Отделения религиоведения Калифорнийского университета в Санта-Барбаре.
Читал лекции в Индии (Дели, Варанаси), США (Нью-Йорк, Принстон, Висконсин, Йель), Австралии (Квинсленд), Гонконге.
В 1981—1985 годах — глава Британской ассоциации истории религии, в 1984—1987 годах — Американского религиоведческого общества, в 1998—2000 годах — Американской академии религии.
В 1974—1977 годах сотрудничал с телеканалом BBC в работе над документальным сериалом о религиях мира.

## Авторство
Автор многочисленных работ по сравнительному изучению религий, социологии религии, теории и методологии религиоведения, религиозному образованию, в том числе популярного учебника "The World’s religions" (1989), созданного на основе учебника "The Religious experience of mankind" (1969).
В книге "Secular education and the logic of religion" (1968) выделил несколько аспектов  (или измерений), которые позволяют дать определение и адекватное описание как любой религии, так и светским идеологиям: материальное, социальное, доктринальное, опытное (эмоциональное), ритуальное, этическое, мифическое.

### Сочинения
- On world religions: Selected works. — Vol. 1—2. — Aldershot, 2009.
- После Элиаде: Будущее теории религии // Религиоведческие исследования. 2010, №3—4.
- Религии мира // Религиоведение. 2015, №1.